# سلطان بن ناصر السويدي
سلطان بن ناصر السويدي (مواليد 1953) مصرفي إماراتي ومحافظ سابق لمصرف الإمارات العربية المتحدة المركزي.

## مسيرته المهنية
ولد السويدي عام 1953 في أبوظبي. حصل على شهادة في إدارة الأعمال والمالية. بدأ مسيرته المهنية عام 1978 في الدائرة المالية والإدارية لجهاز أبوظبي للاستثمار، وفي عام 1982 انضم إلى شركة أبوظبي للاستثمار كمدير عام.
في عام 1984، أصبح مديرًا عامًا لبنك الخليج الدولي ومقره البحرين. وفي عام 1985، تم تكليفه بقيادة عملية اندماج ثلاثة بنوك لتأسيس بنك أبو ظبي التجاري.
عين السويدي محافظاً للبنك المركزي لدولة الإمارات العربية المتحدة عام 1991، قدم مبادرات التحديث للعمليات واللوائح المصرفية. ترك منصبه كمحافظ للبنك في سبتمبر 2014. 